# Île Taumaka
L'île Taumaka est une île néo-zélandaise située au nord de la localité côtière de Haast, au large de l'embouchure de la rivière Okuru, dans le sud du district de Westland, .
Elle fait partie des Open Bay Islands (en) avec l'île Popotai et quelques îlots rocheux.
Taumaka est l'île principale avec une superficie d'environ 14.7 hectares.
Elle appartient à l'iwi Maori Ngāi Tahu.